# Primo de' Castro
Primo de' Castro (anche Primo di Castello; Genova, ... – ...; fl. XII secolo) è stato un armatore, militare e politico italiano attivo alla prima crociata insieme al fratello Guglielmo Embriaco. 
Fu console del comune di Genova, capostipite della famiglia de' Castro e iniziatore della costruzione della Torre de' Castro a Genova.

## Origine
Figlio terzogenito, secondo Luigi Tommaso Belgrano, del visconte Guido di Manesseno (anche Spinola), quindi fratello dei visconti Oberto, Ansaldo e Guido Spinola, di Guglielmo Embriaco, ed altri. Appare alla documentazione con il nome di Primus, essendo attribuito il cognome di Castrum o Castro (poi volgarizzato in Castello) forse dopo la sua morte per l'insediamento di famiglia sulla collina del Castrum (oggi Castello).
Secondo Michele Giuseppe Canale era suocero del marchese Morello Malaspina. 

## Prima Crociata
Secondo gli Annali di Caffaro da Caschifellone nel 1098 parte alla prima crociata insieme al fratello Guglielmo Embriaco. Nel giugno 1099 i due fratelli entrano con i loro due galee alla città di Giaffa e smontarono le loro navi per trasportare il materiale a Gerusalemme dove s'unirono alle truppe di Raimondo di Tolosa che assediavano la città. Il materiale delle galee fu trasformato in machine e dispositivi d'assedio per i quali goderono di grande fama nella conquista della città.
Secondo Caffaro, i fratelli partirono subito dopo alla conquista di Giaffa alla guida della flotta genovese che fa parte della battaglia navale di Ascalona contro gli egiziani. Dopo la vittoria i fratelli ritornarono a Genova in una galea, e portarono notizie delle vittorie ed una lettera di Goffredo di Buglione a Dagoberto da Pisa, nominato patriarca latino di Gerusalemme. Secondo Jacopo da Varagine, in questo viaggio i fratelli portarono anche il sacro catino che si trova oggi alla cattedrale di San Lorenzo. Secondo altri, i fratelli portarono anche le cenere di Giovanni Battista dopo la conquista di Cesarea.

## Attività a Genova

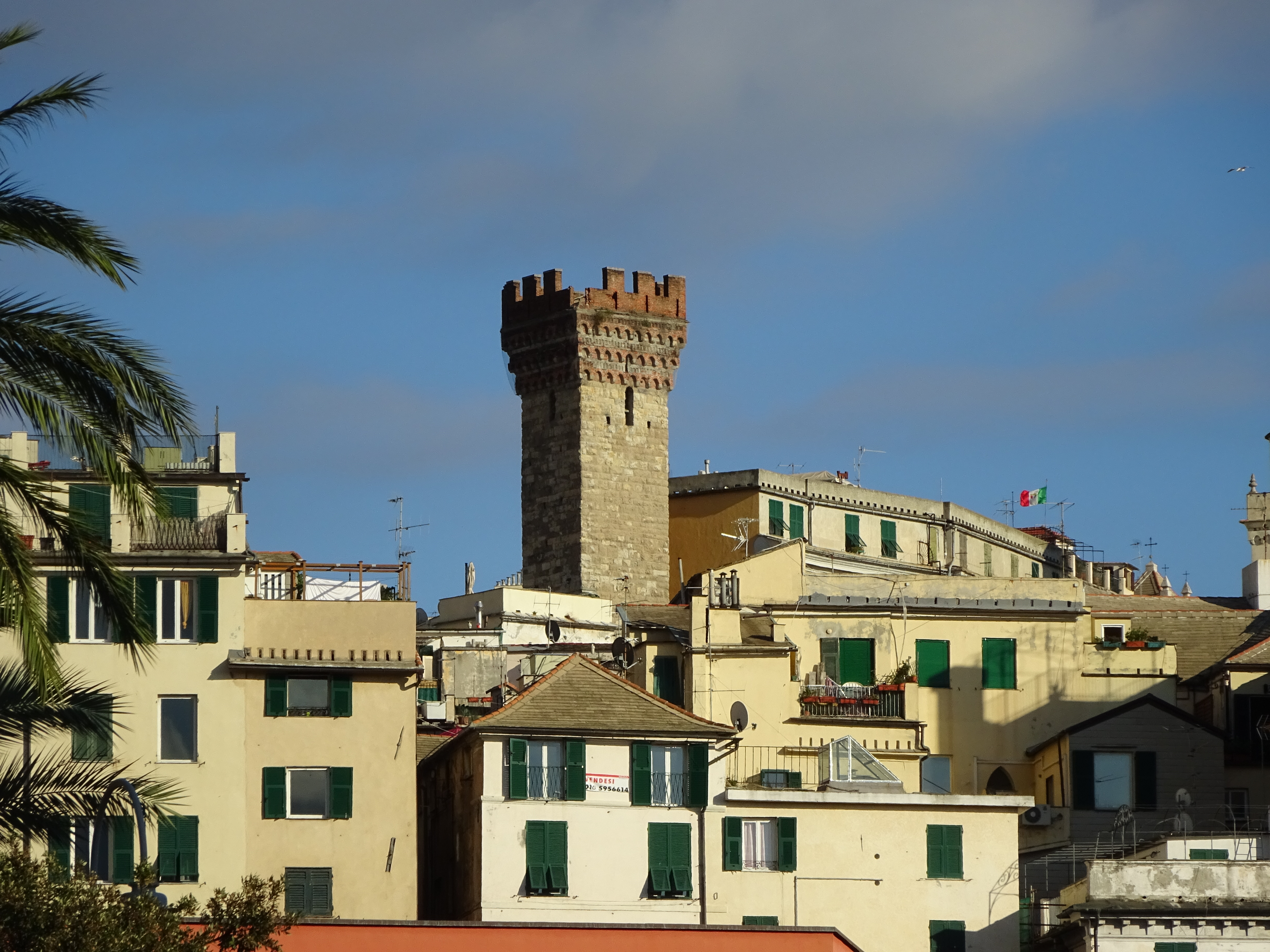
Torre de' Castro (detta degli Embriaci) sulla collina di Castello a Genova

Nel 1122 vene eletto console del comune di Genova, quando i genovesi si scontrarono al mare con i pisani.
Secondo Belgrano nel 1129 si trova in confronto con l'arcivescovo genovese per le decime delle navi (decima maris). Secondo Krueger, questa menzione è attraverso la sua moglie Giulia, forse già vedova.

## Torre de' Castro
Nell'ultimi anni venne verificata la costruzione della erroneamente chiamata Torre degli Embriaci alla famiglia consanguinea de' Castro, fondata da Primo, fratello di Guglielmo Embriaco. La struttura della torre risale certamente al XII secolo, prima dei limiti di altezza imposti dal podestà Drudo Marcellino nel 1196. La torre, certamente non costruita dallo Embriaco, poteva essere iniziata dal fratello Primo. 

## Discendenza
Prende in moglie Giulia (nominata nelle atti con il cognome Castrum corrispondente al marito). Ebbe al meno tre figli:
- Bonvasallo de' Castro (Bonusvassallus de Primo). [2][3]
- Merlo de' Castro, armatore[10], padre di Baldovino de' Castro, console di Genova (1147).[2]
- Villano de' Castro, socio del fratello Bonvasallo[3] e padre di Guglielmo Villani de' Castro.[2]